# Prosopocera decelliana
Prosopocera decelliana är en skalbaggsart som beskrevs av Stefan von Breuning 1968. Prosopocera decelliana ingår i släktet Prosopocera och familjen långhorningar. Inga underarter finns listade i Catalogue of Life.